# Islamische Partei der Wiedergeburt
Die Islamische Partei der Wiedergeburt (russisch: Исламская партия возрождения, Transkription Islamskaja partija wosroschdenija) war die erste politisch-islamische Organisation der Russischen Föderation.

## Geschichte
Der Gründungskongress der Islamischen Partei der Wiedergeburt fand 1990 in Astrachan statt. An diesem nahmen etwa 250 Delegierte sowie 100 Gäste teil. Zum Oberhaupt der Organisation wurde der Salafist Achmad-Kadi Achtajew ernannt. Die Partei wurde als länderübergreifende Vereinigung innerhalb der Sowjetunion gegründet. Sie zählte zu Anfang an die 10.000 Mitglieder. Im Laufe des Zerfalls der Sowjetunion verselbstständigten sich die örtlichen Strukturen in den verschiedenen Republiken. Der russische Teil der Partei nannte sich in Islamische Partei der Wiedergeburt Russlands um. 
An Wahlen nahm die Islamische Partei der Wiedergeburt auch nach Auflösung der UdSSR nicht teil. Sie beschränkte ihre Tätigkeit stattdessen auf die Verbreitung von Daʿwa. 
Unter den Organisatoren der Partei waren unter anderem der Gründer des Russischen Islamischen Komitees, Geidar Dschemal, der wahhabitische Ideologe Bagautdin Kebedow sowie Suljan Abdullajew, späterer Vizepräsident der separatistischen Tschetschenischen Republik Itschkerien und erster Stellvertreter Doku Chamatowitsch Umarows, selbsternanntem Emir des Kaukasus-Emirats. 
Die Islamische Partei der Wiedergeburt Russlands löste sich infolge innerparteilicher Auseinandersetzungen 1994 auf.